# André Mattoni
Pour les articles homonymes, voir Mattoni (homonymie).
André Mattoni, nom d'artiste d'Andreas Leo Otto von Mattoni (né le 23 février 1900 à Carlsbad, mort le 11 janvier 1985 à Vienne) est un acteur autrichien.

## Biographie
Il est le fils du marchand Heinrich von Mattoni (né le 4 juin 1874, mort en 1939) et d'Adele Pupp (née le 3 mars 1874), membre de la famille propriétaire du Grandhotel Pupp. Le propriétaire de la station thermale de Gießhübl-Sauerbrunn, Heinrich von Mattoni (de), fondateur de la marque Mattoni, est son grand-père. André est élève du Theresianum de Vienne et reçoit sa formation artistique auprès de l'acteur Franz Herterich. Il fait ses débuts au Burgtheater comme élève lors de la saison 1922-1923.
Il se produit ensuite au Wiener Kammerspiele (de), puis en tournée à Aussig, Brno, Olomouc et Bodenbach. À l'automne 1924, il vient à Berlin et y poursuit son activité théâtrale.
Au cours de sa première année à Berlin, il obtient un rôle au cinéma et un an plus tard, il se fait connaître avec un rôle important dans Tartuffe de Friedrich Wilhelm Murnau. Il est alors destiné à être l'acteur principal de Metropolis de Fritz Lang, mais le rôle revient à Gustav Fröhlich après quelques semaines de tournage, ce dont Lang n'est pas satisfait.
Mattoni joue de vaillants amants dans plusieurs rôles, mais tombe progressivement dans l'obscurité. En 1933, il retourne en Autriche et se produit au Theater in der Josefstadt. En 1938, il s'installe à Rome et joue dans des films italiens. En 1942, il retourne à Vienne. Après la Seconde Guerre mondiale, il travaille brièvement comme directeur de production cinématographique.
Entre 1957 et 1964, il est un collaborateur important du directeur de l'Opéra d'État de Vienne, Herbert von Karajan. En 1978, il apparaît dans le rôle du vieux seigneur dans l'opéra Der junge Lord.

## Filmographie
- 1925 : Ein Sommernachtstraum de Hans Neumann
- 1925 : Die gefundene Braut
- 1925 : La petite téléphoniste
- 1925 : Tartuffe
- 1926 : Warum sich scheiden lassen?
- 1927 : Svengali
- 1927 : Le Prince étudiant
- 1927 : Leichte Kavallerie
- 1927 : Was die Kinder ihren Eltern verschweigen
- 1927 : Die raffinierteste Frau Berlins
- 1928 : Marys großes Geheimnis
- 1928 : Charlott etwas verrückt (de)
- 1928 : Glück bei Frauen
- 1929 : Straßenbekanntschaften
- 1929 : Wem gehört meine Frau?
- 1929 : Der Mitternachtswalzer
- 1929 : Hütet euch vor leichten Frauen
- 1929 : Le meneur de joies
- 1929 : Die nicht heiraten dürfen
- 1930 : Wenn Du noch eine Heimat hast
- 1930 : Sturm auf drei Herzen
- 1931 : Stürmisch die Nacht
- 1932 : Ein süßes Geheimnis
- 1933 : Cœur d'espionne (de)
- 1935 : Hoheit tanzt Walzer
- 1938 : Adieu valse de Vienne
- 1940 : Taverna rossa
- 1941 : Barbablù
- 1942 : Viel Lärm um Nixi (de)
- 1942 : Non mi sposo più
- 1942 : Drei tolle Mädels
- 1942 : Dove andiamo, signora?
- 1943 : Abenteuer im Grandhotel
- 1944 : In flagranti
- 1949 : Wiener Mädeln
- 1949 : Matthäus-Passion (assistant directeur de la production)
- 1950 : Land der Sehnsucht (de) (assistant directeur de la production)